# Уаймарк, Тревор
Тре́вор Джон Уа́ймарк (англ. Trevor John Whymark; 4 мая 1950, Burston, Норфолк — 31 октября 2024) — английский футболист, играл на позиции нападающего.

## Биография

### Клубная карьера
В начале карьеры играл за «Дисс Таун». В 1969 году присоединился к клубу Первого дивизиона «Ипсвич Таун». Дебютировал за «Ипсвич Таун» 28 февраля 1970 года в матче с «Манчестер Сити» — «Ипсвич» проиграл со счётом 0:1. Всего в своём дебютном сезоне сыграл 8 матчей. Следующие два сезона он периодически появлялся в основном составе, но в сезоне 1972/73 стал уже основным игроком.
24 октября 1973 года в рамках Кубка УЕФА в первом матче второго раунда с итальянским «Лацио» оформил покер (4 гола за матч) — «Ипсвич Таун» одержал победу со счётом 4:0. Всего за «Ипсвич Таун» сыграл в общей сложности 335 матчей и забил 104 гола и в 1978 году выиграл Кубок Англии, но в финале из-за травмы не играл. Затем он играл на правах аренды в Нидерландах за роттердамскую «Спарту».
В 1979 году перешёл в канадский «Ванкувер Уайткэпс», за который играл один сезон. Затем он играл в Англии за «Гримсби Таун», «Саутенд Юнайтед», «Питерборо Юнайтед» и «Колчестер Юнайтед».

### Карьера в сборной
За молодёжную сборную Англии сыграл 8 матчей.
За сборную Англии дебютировал 17 октября 1977 года в матче со сборной Люксембурга в рамках квалификации на чемпионат мира 1978 года, выйдя на замену на 65-й минуте вместо Терри Макдермотта — Англия одержала победу со счётом 2:0. Это был его единственный матч за сборную.

### Болезнь и смерть
В конце 2019 года стало известно, что Уаймарк страдает болезнью Альцгеймера. Скончался от последствий заболевания 31 октября 2024 года в возрасте 74 лет.

## Достижения
«Ипсвич Таун»
- Обладатель Кубка Англии (1): 1978
- Обладатель Кубка Тексако (1): 1972/73